# Salva de La Cruz
Salvador de La Cruz Pastor (Villarreal, Castellón, Comunidad Valenciana, España, 19 de febrero de 1988) es un futbolista español. Se desempeña como guardameta y actualmente juega en el Atlético Saguntino

## Trayectoria
A los 4 años empieza con la práctica de la natación durante 3 años. A los 7 años empieza en la Escuela Municipal de Fútbol durante una temporada. A los 8 años empieza a jugar en el Villarreal CF, club al que está ligado hasta el 30-6-2006. El 17-5-2006, firma contrato con el Valencia C. F.
Selección Autonómica de Valencia
Portero de la selección desde los 14 años de edad, habiendo sido requerido con frecuencia para entrenamientos, así como para amistosos.
Campeonato de España Sub-16 de selecciones autonómicas, quedando subcampeones de España.
Ha sido llamado para diferentes entrenamientos con la selección autonómica sub-18 (contando el jugador con 17 años), y jugando la fase previa de Logroño en diciembre de 2005.
Selección Española sub-16
Convocado en varias ocasiones para entrenar en Las Rozas (Madrid). Torneo Internacional de Santarem (Portugal), del 20 al 24 de febrero de 2004 (Armenia, Dinamarca, Portugal, España). Fue reconocido públicamente, con entrega de placa condecorativa por la Federación Valenciana de Fútbol,  “en reconocimiento a su destacada labor realizada como jugador internacional Sub-16”.
Selección Española sub-17
Convocado en varios entrenamientos de la selección, en Las Rozas (Madrid).
Torneo Internacional de Ciudad Real, del 25 al 28 de octubre de 2004. Participan además de España, las selecciones nacionales de Grecia, Italia y Portugal.
XXXI Torneo Internacional Copa del Atlántico (Islas Canarias), del 24 al 29 de enero de 2005. Participan además de España las siguientes selecciones: República Checa, Grecia y Selección autonómica Canaria.
Preeuropeo, jugado en Mallorca, en abril del 2005, donde participan además de España, las selecciones de Suiza, Polonia y Dinamarca. Con dos victorias y un empate con Suiza, se clasificó Suiza para el Europeo jugado en Italia, por diferencia de goles.
Salva se formó en las categorías inferiores del Villareal. Ingresó en la cantera del Valencia, en el Valencia C. F. Mestalla, equipo con el que consiguió el ascenso a Segunda División B durante la campaña temporada 2007/08 tras haber alcanzado la segunda posición en su grupo de la Tercera División.
Cabe destacar de Salva, su participación en:
Campeonato de España Juvenil, ganando en la final al R. Madrid.
Tres años como tercer portero del Valencia CF
Varios partidos amistosos con el primer equipo, nacionales
e internacionales.
Tres pretemporadas con el primer equipo en Holanda.
En enero de 2012 se hacía oficial que el jugador se iba al filial del Albacete Balompié de la Tercera División de España hasta el 30 de junio de 2012.
Para la temporada 2012/2013 volvió a su casa, al Club Deportivo Castellón, tras finalizar su contrato en el Albacete Balompié, para disputar la temporada 2012/2013 como «orellut» convirtiéndose en el primer portero del equipo. Salva ha obtenido el premio a mejor portero de 3.ª Division que da Golsmedia. Salva ha sido Zamora de 3.ª Division la temporada 2012-2013. En la temporada siguiente  comienza la temporada en el CD Castellón. Además, es convocado con la Selección Autonómica Valenciana para la copa UEFA de regiones.
Para verano 2014 empieza jugando en el CD Acero. En noviembre se marcha al Oxford City.
Para la temporada 2016-17 ficha por el San Fernando CD, que milita en la Segunda División B del fútbol español.
Las tres próximas temporadas ( 2017-2018,2018-2019 y 2019-2020) las juega en el CD Ebro. 
En abril del 2021 ficha con El Ejido con quien acaba la temporada.
Las temporadas del 201-2022, 2022-2023 jugará en el Unionistas de Salamanca.
Temporada 2023-2024 es jugador del At. Saguntino

## Clubes
| Club                    | País       | Año        |
| ----------------------- | ---------- | ---------- |
| Villarreal C. F. "B"    | España     | 2005       |
| Valencia C. F. Mestalla | España     | 2005-2011  |
| Albacete Balompié "B"   | España     | 2011-2012  |
| C. D. Castellón         | España     | 2012-2014  |
| C. D. Acero             | España     | 2014       |
| Oxford City F. C.       | Inglaterra | 2014-2015  |
| Oympiakos Nicosia F. C. | Chipre     | 2015-2016  |
| San Fernando C. D.      | España     | 2016-2017  |
| C. D. Ebro              | España     | 2017-2020  |
| EL Ejido F. C.          | España     | abril 2021 |
| Unionistas Salamanca    | España     | 2021-2023  |
| Atlético Saguntino      | España     | 2023-2024  |

- Datos: Q6117615
- Multimedia: Salva de la Cruz / Q6117615